# Federica Guidi

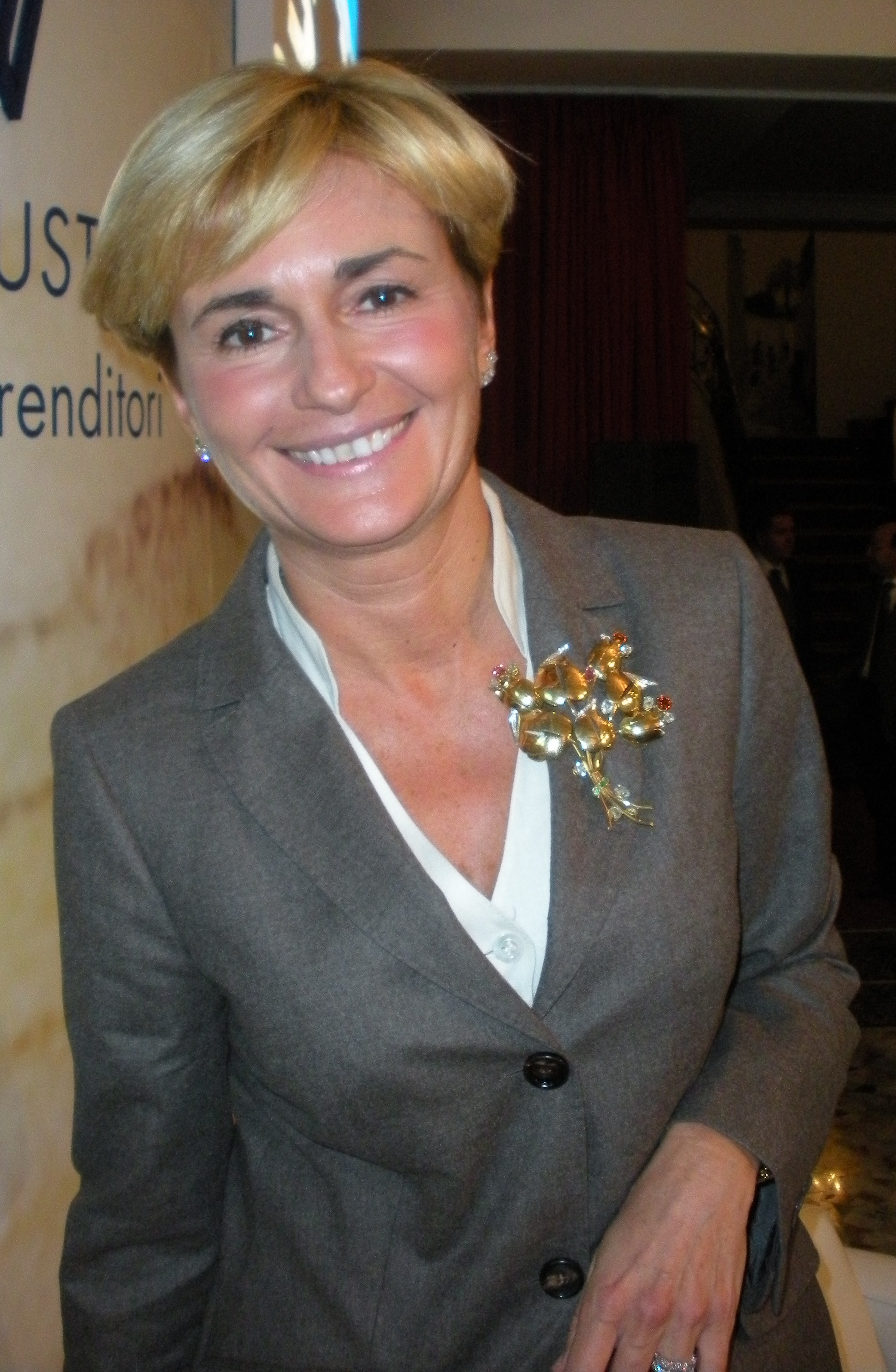
Federica Guidi

Federica Guidi (* 19. Mai 1969 in Modena) ist eine italienische Juristin und Unternehmerin. Vom 22. Februar 2014 bis 5. April 2016 war sie Wirtschaftsministerin im Kabinett Renzi. Sie gehört keiner Partei an.
Guidi arbeitete nach ihrem Hochschulabschluss zwei Jahre als Finanzanalystin und trat 1996 in den Familienbetrieb Ducati Energia ein. Von 2002 bis 2005 war sie Vorsitzende des Verbandes junger Unternehmer der Region Emilia-Romagna und zugleich stellvertretende Vorsitzende des regionalen Unternehmerverbandes. 2005 wurde sie stellvertretende Vorsitzende der Jungunternehmerorganisation innerhalb des Arbeitgeberverbandes Confindustria, 2008 dann Vorsitzende. Guidi ist Mitglied der Trilateralen Kommission.
Am 31. März 2016 reichte Guidi ihren Rücktritt als Wirtschaftsministerin ein, weil bekannt geworden war, dass sie die geschäftlichen Interessen ihres Lebensgefährten und damit auch des französischen Energiekonzerns Total politisch unterstützt hatte.